# Straldzha
Straldzha (en búlgaro: Стра̀лджа) es una ciudad de Bulgaria, capital del municipio homónimo en la provincia de Yámbol.

## Geografía
Se encuentra a una altitud de 147 m s. n. m. a 315 km de la capital nacional, Sofía.

## Demografía
Según estimación 2013 contaba con una población de 6 425 habitantes.
|         | 2004  | 2005  | 2006  | 2007  | 2008  | 2009  | 2010  | 2011  | 2012  |
| Mujeres | 2 991 | 2 997 | 2 994 | 3 008 | 3 018 | 3 005 | 2 983 | 2 857 | 2 849 |
| Varones | 3 004 | 3 008 | 3 015 | 3 032 | 3 037 | 3 016 | 2 994 | 2 847 | 2 857 |
| Total   | 5 995 | 6 005 | 6 009 | 6 040 | 6 055 | 6 021 | 5 977 | 5 704 | 5706  |